# Brecknockshire

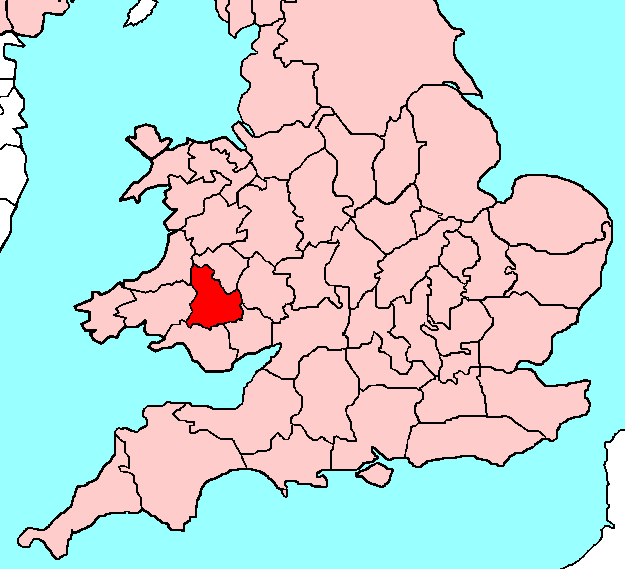
Brecknockshire, uno de los condados históricos de Gales

Brecknockshire o Condado de Brecknock (en galés: Sir Frycheiniog) fue uno de los trece condados históricos de Gales, creado en 1535. Tiene más o menos la misma extensión que la actual autoridad unitaria de Powys, creada en 1974.

## Geografía
Limita al norte con Radnorshire, al occidente con Herefordshire y Monmouthshire, al sur con Monmouthshire y Glamorgan, y al occidente con Carmarthenshire y Cardiganshire.
El condado es rural y montañoso, con las Montañas Negras ocupando su área suroriental, y los Brecon Beacons la región central, Fforest Fawr el suroccidente y Mynydd Eppynt la zona septentrional.
Su punto más elevado es Pen-y-Fan, a 886 m s. n. m. El río Wye define casi toda su frontera norte, y el Usk fluye hacia el occidente atravesando el valle central.
Sus principales localidades son Brecon, Brynmawr, Builth Wells, Crickhowell, Hay-on-Wye, Llanwrtyd Wells, Talgarth y Ystradgynlais.